# Lista de episódios de Jessie
Jessie é a  série original do Disney Channel estrelada por Debby Ryan. A série foi criada por Pamela Eells O'Connell, mesma criadora da franquia Zack e Cody .  A série segue Jessie Prescott, uma menina de 18 anos, agora com 19 anos, de cidade pequena, com grandes sonhos que decide deixar sua cidade natal em Fort Hood, Texas, para a cidade de Nova York. Ela aceita um emprego como babá e se muda para um apartamento de cobertura de vários milhões de dólares no Upper West Side com a rica família Ross.  A família inclui pais, Morgan e Christina, e seus quatro filhos indisciplinados, Emma, Luke, Ravi e Zuri, juntamente com o animal de estimação da família, a Sra. Kipling.  Com um novo mundo de experiências aberto para ela, Jessie embarca em novas aventuras na cidade grande, enquanto aprende a confiar no amor e no apoio das crianças sob seus cuidados. Ajudando-a estão Bertram Winkle, o mordomo sarcástico da família, e Tony Chiccolini, porteiro de 20 anos do prédio.
Em 11 de março de 2012, a Disney anunciou que Jessie tinha sido renovada para uma segunda temporada e que um telefilme baseado na série estava em desenvolvimento. Em 28 de março de 2013, a série foi renovada para uma terceira temporada, com produção programada para recomeçar em Julho de 2013. Em 20 de maio de 2014 a série foi renovada para uma quarta temporada, com produção programada para recomeçar em Agosto de 2014, e vai estrear em Janeiro de 2015.

## Resumo
| Temporada | Temporada | Episódios | Exibição original      | Exibição original      | Exibição no Brasil     | Exibição no Brasil     | Exibição em Portugal    | Exibição em Portugal  |
| Temporada | Temporada | Episódios | Estreia                | Final                  | Estreia                | Final                  | Estreia                 | Final                 |
| --------- | --------- | --------- | ---------------------- | ---------------------- | ---------------------- | ---------------------- | ----------------------- | --------------------- |
|           | 1         | 26        | 30 de setembro de 2011 | 7 de setembro de 2012  | 26 de novembro de 2011 | 19 de dezembro de 2012 | 10 de fevereiro de 2012 | 22 de março de 2013   |
|           | 2         | 28        | 5 de outubro de 2012   | 13 de setembro de 2013 | 30 de dezembro de 2012 | 29 de novembro de 2013 | 22 de março de 2013     | 10 de janeiro de 2014 |
|           | 3         | 27        | 5 de outubro de 2013   | 28 de novembro de 2014 | 8 de dezembro de 2013  | 21 de dezembro de 2014 | 10 de janeiro de 2014   | 23 de janeiro de 2015 |
|           | 4         | 20        | 9 de janeiro de 2015   | 16 de outubro de 2015  | 4 de abril de 2015     | 23 de janeiro de 2016  | 10 de abril de 2015     | 18 de março de 2016   |

## Episódios

### 1ª Temporada (2011-12)
A temporada possui 26 episódios .
Debby Ryan , Cameron Boyce , karan Brar e Skai Jackson estão presentes em todos os episódios .
Peyton Roi List está ausente em dois episódios ( 7,14 )
Kevin Chamberlin está ausente em um episódio (24)
Chris Galya está presente em 9 episódios
Carolyn Hennesy , Christina Moore e Chip Esten estão presentes em 4 episódios .
Sierra McCormick está presente em 2 episódios.
| # | #  | Título                                                                                  | Dirigido por           | Escrito por                                                  | Estreias                                                              | Código de produção | Audiência (em milhões) |
| --- | -- | --------------------------------------------------------------------------------------- | ---------------------- | ------------------------------------------------------------ | --------------------------------------------------------------------- | ------------------ | ---------------------- |
| 1 | 1  | "Nova Iorque, Nova Babá (BR) New York, New Many"                                        | Bob Koherr             | Pamela Eells O'Connell                                       | 30 de setembro de 2011 26 de novembro de 2011 10 de fevereiro de 2012 | 101                | 4.6                    |
| Jessie chega em Nova York e é contratada para ser uma babá para Zuri, Ravi, Luke e Emma. Ela logo faz-se seus erros para cada criança, exceto Emma, que está preocupado que seus pais não podem freqüentar a feira de ciências. Jessie vai para o set de filmagem onde os pais das crianças estão, e diz que eles precisam gastar mais tempo com seus filhos, porque sua presença é importante em suas vidas. Este movimento recebe sua demissão. No entanto, os pais de Emma vão até a feira de ciências, bem como, ter tomado conselho de Jessie. Emma ganha a feira de ciências e Jessie é recontratada. Participação especial: Charles Esten como Morgan Ross, Moore Christina como Christina Ross e Chris Galya como Tony |    |                                                                                         |                        |                                                              |                                                                       |                    |                        |
| 2 | 2  | "O Talentoso Sr. Kipling (BR) The Talented Mr. Kipling"                                 | Bob Koherr             | Valerie Ahern & Christian McLaughlin                         | 7 de outubro de 2011 12 de dezembro de 2011 17 de fevereiro de 2012   | 103                | 4.2                    |
| Jessie vem para o resgate quando o condomínio proprietário Sra. Chesterfield ( Carolyn Hennesy ) quer lagarto de estimação de Ravi, Sr. Kipling, para fora do prédio. Após uma perseguição cômica e quase perder o Sr. Kipling no edifício, Jessie convence Sra. Chesterfield que Ravi ama o seu animal de estimação, tanto como ela ama 'Zeus', seu animal de estimação chihuahua , e eles estão autorizados a manter o Sr. Kipling. Em uma subtrama, Zuri traz para casa um outro "amigo" imaginário chamado Genevieve, que ela afirma é muito mau para ela. Jessie resolve a questão, dizendo-lhe que o Sr. Kipling "comeu" o amigo imaginário, convencendo Zuri que o amigo imaginário está desaparecido. Enquanto isso, Luke e Emma trabalhar juntos em um projeto de classe da escola, fotografia e suas discordâncias colocá-los em uma briga. Participação especial: Carolyn Hennesy como Sra. Rhoda Chesterfield |    |                                                                                         |                        |                                                              |                                                                       |                    |                        |
| 3 | 3  | "Karma Usado (BR) Used Karma"                                                           | Bob Koherr             | Silvia Olivas (historia) Chris Kula & Eric Schaar (teleplay) | 14 de outubro de 2011 26 de dezembro de 2011 24 de fevereiro de 2012  | 102                | 3.9                    |
| Depois de Jessie aceitar um convite para almoçar com Tony, porteiro do edifício, Emma oferece a Jessie conselhos não solicitando amor que ela lê a partir de sua revista adolescente favorita. Jessie tenta convencer Tony que ela é apenas um dos rapazes, mas na tentativa, acaba tornando as coisas difíceis entre eles. Quando Ravi fica cansado de ser o alvo de piadas de Luke, ele decide se vingar de Luke dizendo-lhe que o karma irá pegá-lo. Ravi, em seguida, joga sua própria brincadeira sobre Luke: espalhar manteiga de amendoim em suas roupas para os esquilos atacarem-lo e prendê-lo no terraço para pombos fazerem cocô em cima dele. Depois de Ravi finalmente convencer Luke que ele está livre de karma, Luke carinhosamente declara-lhe um bom irmão. Jessie faz a Ravi uma promessa de que na próxima vez que tiver um problema, eles vão falar para fora como uma família. Ela e as crianças se reúnem para assistir a um filme, onde Bertram joga sua própria brincadeira sobre eles por assustá-los todos para fora da sala. Participação especial: Chris Galya como Tony |    |                                                                                         |                        |                                                              |                                                                       |                    |                        |
| 4 | 4  | "5ª Festa do Chá Zumbi (BR) Zombie Tea Party 5"                                         | Shelley Jensen         | Adam Lapidus                                                 | 21 de outubro de 2011 2 de janeiro de 2012 16 de março de 2012        | 104                | 4.0                    |
| Depois de Jessie envergonha Luke na frente de um valentão, ele não quer que ela o ajude-o mais em nada. Quando o valentão quiser enfrentar cara a cara com Luke no concurso paintball no bairro, Luke não tem ninguém para ser seu parceiro. Chateada, Jessie chega ao parque para provar a Luke que ela pode ajudá-lo a vencer a guerra de paintball. Enquanto isso, Zuri convida Emma para sua festa de chá, mas Emma recusa o convite quando seu amigo Jasmine convida-a para um desfile de moda. Zuri então convida Bertram, mas não acha que é um convidado muito bom durante a festa, o que a perturba. No dia do desfile de moda, Jasmine convida Emma, então Emma decide ir à festa da irmã de chá para alegrar Zuri. Participação especial: Ava Penne como Jasmine, Devan Leos como Trevor |    |                                                                                         |                        |                                                              |                                                                       |                    |                        |
| 5 | 5  | "Um Dia Maravilhoso (BR) One Day Wonders"                                               | Phill Lewis            | Tim Maile & Douglas Tuber                                    | 28 de outubro de 2011 9 de janeiro de 2012 9 de março de 2012         | 105                | 3.9                    |
| Depois de um produtor musical (Arvie Lowe, Jr.) ver Jessie e Luke no parque, ele promete-lhes fama e os recebe no seu estúdio para filmar um vídeo musical. No entanto, Jessie e Luke disputam os holofotes, causando problemas. Enquanto isso, Bertram pede a Emma para que o ajude no estilo dele para sua foto do perfil de rede social, e Zuri e Ravi ficam no lugar de Tony na recepção para provar a Tony que seu trabalho não é tão duro como ele faz parecer. Quando Tony descobre sobre Jessie e Luke, ele adverte que o produtor musical é uma fraude e que quer passar a perna neles. Jessie e Luke resolve os seus problemas e abandona a gravadora. |    |                                                                                         |                        |                                                              |                                                                       |                    |                        |
| 6 | 6  | "A Nova Velha Amiga da Zuri (BR) Zuri's New Old Friend"                                 | Leonard R. Garner, Jr. | Sally Lapiduss & Erin Dunlap                                 | 4 de novembro de 2011 6 de janeiro de 2012 30 de março de 2012        | 107                | 4.5                    |
| Jessie fica preocupada com Zuri por ter amigos imaginários toda a sua vida, então ela tenta encontrar um amigo real no parque. Zuri atende Nana Banana (Joanne Worley), um ex-palhaço com uma personalidade colorida, mas Nana Banana não faz Zuri ficar melhor. Frustrada, Jessie joga Nana Banana para fora, o que perturba Zuri. Enquanto isso, Mr. Kipling se apaixona por um animal de brinquedo de plástico no parque, então Luke, Emma e Ravi rouba o brinquedo, para impedir, Bill Officer (Ronnie Schell) é o guarda de segurança do parque. Quando acidentalmente quebra o brinquedo e tenta devolvê-lo ao parque, eles são capturados por Bill Officer. No entanto, Nana Banana salva-os de ficar em apuros, o que leva Jessie para perceber seu erro e pedir desculpas a Nana Banana, levando a todos eles amigos novamente. Participação especial: Jo Anne Worley como Sra. Arthur/Nana Banana |    |                                                                                         |                        |                                                              |                                                                       |                    |                        |
| 7 | 7  | "O Chamado de Connie Sinistra (BR) Creepy Connie Comes a Callin'" "Creepy Connie"       | Phill Lewis            | Eric Schaar & David J. Booth                                 | 18 de novembro de 2011 23 de janeiro de 2012 6 de abril de 2012       | 109                | 4.2                    |
| Jessie não sabe que Connie (Sierra McCormick) tem uma paixão obsessiva por Luke, então ela encoraja Luke a pedir Connie para ir ao baile temático de Harry Potter. Luke então desiste de ir e diz a Connie que é porque ele tem uma namorada, Connie assume que está falando sobre Jessie. Então, Connie ameaça Jessie em todo o episódio. No entanto, Connie desiste de Luke, quando ela descobre que Luke não leu nenhum dos livros de Harry Potter. Enquanto isso, Ravi acredita que pode prever o futuro com o aplicativo iOlho Mágico. Participação especial: Sierra McCormick como Connie |    |                                                                                         |                        |                                                              |                                                                       |                    |                        |
| 8 | 8  | "Uma História de Natal (BR) A Christmas Story"                                          | Phill Lewis            | Pamela Eells O'Connell                                       | 9 de dezembro de 2011 19 de dezembro de 2011 14 de dezembro de 2012   | 106                | 4.0                    |
| Jessie e Bertram são deixados a cargo de trazer o espírito do Natal para Ravi, Emma, Lucas e Zuri. Então, os pais estão presos por causa de uma nevasca, e as coisas vão mal. Zuri diz Ravi sobre Papai Noel quando Ravi fica com medo dele. Luke tem a intenção de beijar Jessie neste Natal. Participação especial: Debbie Lee Carrington como Jingles, Adam Kulbersh como clerk, e Parker Chapin como crianca |    |                                                                                         |                        |                                                              |                                                                       |                    |                        |
| 9 | 9  | "Star Wars (BR) Star Wars"                                                              | Bob Koherr             | Tim Maile & Douglas Tuber                                    | 6 de janeiro de 2012 20 de fevereiro de 2012 20 de abril de 2012      | 114                | 7.3                    |
| A celebridade Jordan Taylor talvez irá participar do filme de Morgan, e Ema e Jessie começão a brigar por ele e enquanto isso Luke, Ravi e Zuri começão a mexer nas mala de Jordan Taylor , mas depois da briga Jessie e Ema se desculpam, mas Jordan Taylor convida Jessie para jantar com ele, então fim Ema conta para a revista, então Jessie conta ao Morgan que ela contou a amiga, Luke para os amigos, Zuri conta a sua amiga sereia, Ravi conta as pessoas no Central Park e no Sub Continente Indiano e Morgan conta para todo mundo na academia e todos são desculpados, Jordan Taylor aparece e diz que vai fazer o filme de Morgan. Participação especial: Charles Eston como Morgan Ross, Lachlan Buchanan como Jordan Taylor |    |                                                                                         |                        |                                                              |                                                                       |                    |                        |
| 10 | 10 | "Você é Mais Legal do que um Aluno da 5ª Série? (BR) Are You Cooler than a 5th Grader?" | Kevin Chamberlin       | Valerie Ahern & Christina McLaughlin                         | 20 de janeiro de 2012 9 de julho de 2012 20 de maio de 2012           | 111                | 3.3                    |
| Jessie e Zuri montam uma barraquinha de limonada para Jessie poder ensinar a Zuri o valor de 1 dólar, porém, isso é contra a vontade da Sra. Chesterfield. Jessie também ensina Emma a andar de salto e Luke ajuda Ravi a se adaptar à sua nova escola. Participação especial: Carolyn Hennesy como Rhoda Chesterfield |    |                                                                                         |                        |                                                              |                                                                       |                    |                        |
| 11 | 11 | "Aventuras no Metrô (BR) Take the A-Train... I Think?"                                  | Sean McNamara          | Adam Lapidus                                                 | 27 de janeiro de 2012 13 de fevereiro de 2012 25 de maio de 2012      | 110                | 3.4                    |
| Emma precisa fazer um trabalho e tem que ir a uma feira, Jessie decide ir de metrô. Vão ela, Emma, Ravi e Zuri. Mas Jessie não é muito boa com direções, isso faz com que ele visitam vários lugares diferentes da cidade tentando chegarà feira. Enquanto isso Bertram e Luke tentam fugir de uma aranha supervenenosa. |    |                                                                                         |                        |                                                              |                                                                       |                    |                        |
| 12 | 12 | "Romance Entre Coroas (BR) Romancing the Crone"                                         | Bob Koherr             | Valerie Ahern & Christian McLaughlin                         | 10 de fevereiro de 2012 21 de abril de 2012 1 de junho de 2012        | 115                | 2.9                    |
| Jessie, acidentalmente, deixa a tiara da Sra. Ross cair no terraço da Sra. Chesterfield, então a turma tem que bolar um jeito de recuperar a joia . Acabam se decidindo em Bertram chama-la para sair, para assim recupera-la antes que a Sra. Ross de falta da peça. |    |                                                                                         |                        |                                                              |                                                                       |                    |                        |
| 13 | 13 | "A Princesa e o Cérebro de Ervilha (BR) The Princess and the Pea Brain"                 | Bob Koherr             | Pamela Eells O'Connell                                       | 24 de fevereiro de 2012 16 de maio de 2012 29 de junho de 2012        | 112                | 3.1                    |
| Toda a turma vai aos tempos medievais representar a história "A Princesa e a Ervilha", que no episódio contado por Jessie e Zuri. |    |                                                                                         |                        |                                                              |                                                                       |                    |                        |
| 14 | 14 | "Rede Social de Mentiras (BR) World Wide Web of Lies"                                   | Leonard R. Garner, Jr. | Sally Lapiduss & Erin Dunlap                                 | 9 de março de 2012 18 de maio de 2012 24 de agosto de 2012            | 108                | 3.2                    |
| Jessie concorre com outra babá, chamada Agatha, que a proíbe de levar as crianças para Ross Central Park. Ela acaba por colocar fotos de Jessie on-line que faz ela parecer uma babá má. Quando Christina descobre o site, ela acredita em Jessie e não a demite; em vez disso, ela a ajuda a se livrar de Agatha. Enquanto estava na casa de Ross, Bertram ensina Luke e Ravi sobre wrestling. |    |                                                                                         |                        |                                                              |                                                                       |                    |                        |
| 15 | 15 | "O Garoto Encantador (BR) The Kid Whisperer"                                            | Bob Koherr             | Sally Lapiduss                                               | 30 de março de 2012 30 de maio de 2012 24 de agosto de 2012           | 113                | 2.3                    |
| Jessie acha que Luke precisa de uma disciplina rigorosa para evitar que ele se comportando mal e pede a ajuda do companheiro babá, Samantha, que acaba por ser um treinador de cães. Depois de Samantha é revelado para ser um cão perguntas treinador Jessie continuar a usar a tática de Luke, e depois de ver as atitudes de Luke melhorarem. Mas tem reprocussions quando Luke começa a apresentar características de animais (mastigação almofadas, fazendo uma bagunça e rosnar). Enquanto isso, Emma, Ravi, e Zuri quebram o quarto de Bertram, onde seu hobby de colecionismo é revelado que na verdade é fotos de mulher pelada. |    |                                                                                         |                        |                                                              |                                                                       |                    |                        |
| 16 | 16 | "Cola Dunnit: Uma Situação Pegajosa (BR) Glue Dunnit: A Sticky Situation"               | Victor Gonzalez        | Valerie Ahern & Christian McLaughlin                         | 13 de abril de 2012 3 de junho de 2012 22 de outubro de 2012          | 118                | 3.0                    |
| Quando Luke e Ravi entrar em uma situação complicada, Jessie descobre que é cola. Mas quando as mãos da Sra. Chesterfield de ficar preso à sua cabeça quando seu gel de cabelo está ligado com cola, ela acusa todas as crianças Ross. Agora Jessie deve encontrar o verdadeiro culpado, o que poderia ser qualquer um dos filhos, Bertram, ou Tony, mas acaba por ser animal de estimação a Sra. Chesterfield chihuahua, Zeus. Enquanto isso, Tony e Jessie tentativa de ir em uma data, mas em todo o caos, eles perdem a reserva para jantar, cinema, e um passeio de carruagem. No final, Jessie pede desculpas a Tony para eles falta a data de primeiro terço. Jessie acha que Tony está indo para beijá-la, mas esbofeteia Tony para conseguir um mosquito fora de seu pescoço. |    |                                                                                         |                        |                                                              |                                                                       |                    |                        |
| 17 | 17 | "Os Caras Maus (BR) Badfellas"                                                          | Victor Gonzalez        | Eric Schaar & David J. Booth                                 | 27 de abril de 2012 10 de julho de 2012 13 de setembro de 2012        | 120                | 3.1                    |
| Emma arruma um novo namorado chamado Vincent, mas Jessie acha que ele é uma má influência para ela. Enquanto isso, Zuri tenta salvar sua árvore no parque e acaba levando ela para casa, para poder ficar de olho nela. |    |                                                                                         |                        |                                                              |                                                                       |                    |                        |
| 18 | 18 | "A Bela e As Feras (BR) Beauty & the Beasts"                                            | Phill Lewis            | Pamela Eells O'Connell                                       | 4 de maio de 2012 11 de julho de 2012 1 de outubro de 2012            | 116                | 2.6                    |
| Zuri entra no Little Miss Big concorrência da Apple contra Lindsey, um garoto que a observação de Agatha, mas quando Jessie descobre que Zuri não tem talento, ela insiste que devem Zuri lip-sync. Quando Zuri planeja trair seu trabalho escolar, Jessie pede desculpas por ensiná-la que fazer batota parece certo. Zuri acaba fazendo uma cena de ação, mas nem Zuri nem Lindsey ganham o concurso. |    |                                                                                         |                        |                                                              |                                                                       |                    |                        |
| 19 | 19 | "Duas Vezes Malvada, Duas Vezes Pior (BR) Evil Times Two"                               | Bob Koherr             | Adam Lapidus                                                 | 11 de maio de 2012 12 de julho de 2012 2 de outubro de 2012           | 119                | 2.9                    |
| Quando Jessie descobrem que a Babá Agatha tem uma Irmã Gêmea Chamada Angela,ela tenta força-la a dormir um dia na casa dos Ross, pois Agatha a expulsou de casa, logo depois Jessie suspeita que Angela está sabotando ela, para as crianças Ross acharem que Angela é uma Babá melhor que Jessie, e ela acaba chamando a Atenção de Tony, o que irrita Jessie, durante o Episódio Angela, leva as crianças a um spa, Agatha avisa Jessie que sua irmã a está sabotando para tomar seu emprego. Jessie e Angela começam a brigar,pelo emprego, No Final As Crianças decidem que querem Jessie como Babá em qualquer circunstancia. |    |                                                                                         |                        |                                                              |                                                                       |                    |                        |
| 20 | 20 | "Tempestade numa Xícara de Chá (BR) Tempest in a Teacup"                                | Victor Gonzalez        | Sally Lapiduss & Erin Dunlap                                 | 8 de junho de 2012 13 de julho de 2012 9 de novembro de 2012          | 122                | 3.2                    |
| Emma e Zuri planejar um romântico mistério cheio de "primeiro" quarto de Jessie e Tony, mas como de costume, tudo dá errado. Enquanto isso, Luke, Ravi, e Bertram ficar preso em uma xícara de chá gigante em um outdoor depois de sua tentativa fracassada de resgate por helicóptero de brinquedo de Ravi. |    |                                                                                         |                        |                                                              |                                                                       |                    |                        |
| 21 | 21 | "A Boneca do Mal (BR) A Doll's Outhouse"                                                | Phill Lewis            | Valerie Ahern & Christian McLaughlin                         | 22 de junho de 2012 5 de dezembro de 2012 3 de outubro de 2012        | 121                | 3.8                    |
| Depois que as meninas assistem a um filme de terror, Jessie tenta ajudar Zuri a conquistar seu medo de bonecas, confessando seu próprio medo de banheiros químicos. Enquanto isso, Luke ensina para Ravi como impressionar uma garota e Bertram ouve ópera sem parar para ganhar um concurso de rádio. |    |                                                                                         |                        |                                                              |                                                                       |                    |                        |
| 22 | 22 | "Estamos Perdidos (BR) We Are So Grounded"                                              | Eric Dean Seaton       | Valerie Ahern & Christian McLaughlin                         | 13 de julho de 2012 5 de dezembro de 2012 5 de outubro de 2012        | 124                | 3.7                    |
| Jessie,Bertram e as criancas vao para o Bali de férias em familia mas o jato particular comeca a falhar Jessie assume o controle e faz um pouso de emergencia em uma ilha tropical e a turma tem que encontrar um jeito de voltar para casa e achar o Sr Kipling. |    |                                                                                         |                        |                                                              |                                                                       |                    |                        |
| 23 | 23 | "Connie Sinistra Chama a Cortina (BR) Creepy Connie's Curtain Call"                     | Leonard R. Garner, Jr. | Adam Lapidus                                                 | 26 de julho de 2012 12 de dezembro de 2012 2 de outubro de 2012       | 123                | 3.5                    |
| Jessie dirige uma peça de teatro que ela está escrita na escola das crianças, e coloca Luke como o papel principal, exceto que é uma estrela de amor, mais as coisas vão de mal a pior, quando Luke descobre que Connie também ganhou o papel principal. |    |                                                                                         |                        |                                                              |                                                                       |                    |                        |
| 24 | 24 | "Audições e Paredes Assustadoras (BR) Cattle Calls & Scary Walls"                       | Leonard R. Garner, Jr. | Sally Lapiduss & Erin Dunlap                                 | 10 de agosto de 2012 12 de dezembro de 2012 4 de outubro de 2012      | 126                | 3.4                    |
| Jessie deixa Emma encarregado de Lucas e Ravi, como Emma ajuda a seus irmãos procurar o que eles acham que são barulhos estranhos vindos do eixo aparador. Ravi tenta seguir em frente e procurar essa misteriosa criatura, chocando-lo uma vez que este se encontra. Quando Ravi não retornar para a cozinha por um bom tempo, Lucas se veste como Indiana Jones e ir procurá-lo, mas eles estão apavorados quando encontram uma carga de ossos de animais e fica escuro. Emma também tenta ajudar, mas fica-se perdido nas paredes, tornando Luke finalmente explodir em fúria. Aparentemente, verifica-se que o ruído estranho é Manny a Mongoose, brinquedo da mastigação do Sr. Kipling, e que os eixos são o lugar onde ele se livrar dos ossos indigeríveis do seu pão. Sr. Kipling, em seguida, leva Emma, Lucas e Ravi fora dos eixos para o quarto de Ravi. Enquanto isso, Jessie audições para um papel em um programa de televisão, ainda Zuri é o único que impressiona o diretor em seu lugar. Ciumento e bravo que ela não conseguiu o papel, Jessie tenta contorcer-se no centro das atenções, criando assim uma diva Ross em vez de cumprir seu sonho de ator. O produtor fica com raiva e dispara Zuri e Jessie. |    |                                                                                         |                        |                                                              |                                                                       |                    |                        |
| 25 | 25 | "Dia da Adoção (BR) Gotcha Day"                                                         | Victor Gonzalez        | David J. Booth & Eric Schaar                                 | 24 de agosto de 2012 19 de dezembro de 2012 21 de dezembro de 2012    | 117                | 4.4                    |
| Enquanto a família Ross tem seu tradicional "Dia Gotcha", Jessie fica no comando para ajudar a comemorar o momento em que foi recebido Zuri primeira casa em New York City. Quando Ravi conta a história quando ele chegou pela primeira vez nos Estados Unidos, ele diz Jessie que eles achavam que o Sr. Kipling era suposto ser um bebê porque o seu quarto foi decorado como um berçário. Jessie blurts acidentalmente que Morgan e Christina foram provavelmente esperando um bebê em vez dele. Ravi, em seguida, fica incrivelmente chateado e Christina Morgan e ficar bravo com Jessie. O enorme revelar quase ruínas "Gotcha dia". Mais tarde, Morgan e Christina diz que sua certidão de nascimento teve um erro de digitação e, em vez de Ravi ter nascido no ano de 2001, ele disse que 2011, então é por isso que as Rosses estavam esperando um bebê. No final, Ravi perdoa Morgan e Christina para o acidente, e eles dão Zuri uma zebra como um presente "Gotcha dia". |    |                                                                                         |                        |                                                              |                                                                       |                    |                        |
| 26 | 26 | "A Vida Secreta do Sr. Kipling (BR) The Secret Life of Mr. Kipling"                     | Eric Dean Seaton       | Pamela Eells O'Connell                                       | 7 de setembro de 2012 19 de dezembro de 2012 22 de março de 2013      | 125                | 3.6                    |
| Mr. Kipling foi agindo de forma estranha por algum tempo. Ele é média para Ravi e tem tido desejos de comida estranhas. É revelado que o Sr. Kipling é um lagarto fêmea guardando seus doze filhos, e isso assusta toda a família Ross. Enquanto isso, Zuri está chateado quando ela anuncia que Millie a sereia morreu (ela foi esfaqueado por um peixe-espada e Zuri acha que foi assassinato). O carteiro acidentalmente navios ovos do Sr. Kipling a um restaurante. Jessie, Ravi e Lucas fingir ser garçons e tentar recuperá-los. No restaurante, os ovos eclodem e doze pequenos lagartos nascem. O episódio termina com a família inteira, incluindo um Bertram choroso, no funeral Millie da Sereia. |    |                                                                                         |                        |                                                              |                                                                       |                    |                        |

### 2ª Temporada (2012-13)
• Esta é a maior temporada de Jessie
| # | #     | Título                                                                                    | Dirigido por     | Escrito por                               | Estreias                                                           | Código de produção | Audiência (em milhões) |
| --- | ----- | ----------------------------------------------------------------------------------------- | ---------------- | ----------------------------------------- | ------------------------------------------------------------------ | ------------------ | ---------------------- |
| 27 | 1     | "A Lamentação (BR) The Whining"                                                           | Rich Correll     | Eric Schaar & David J. Booth              | 5 de outubro de 2012 31 de outubro de 2013 12 de outubro de 2013   | 202                | 3.6                    |
| As crianças Ross ficam preocupadas quando um velho porteiro assustador conta a eles uma história de uma babá que vivia no 13º andar do edifício que fez "algo terrível" para as crianças que ela estava cuidando no Halloween. Então, Luke, Emma, Ravi e Zuri vão até o 13ª andar do prédio e coisas estranhas começam á acontecer. Enquanto isso, Jessie e Tony trabalham juntos para uma festa exclusiva de Halloween para Jessie poder mostrar sua história curta e assustadora para um editor de uma revista famosa. Estrelas convidadas: Chris Galya como Tony, Meshach Taylor como Grimm Holloran |       |                                                                                           |                  |                                           |                                                                    |                    |                        |
| 28 | 2     | "Monstro de Olhos Verdes (BR) Green-Eyed Monsters"                                        | Rich Correll     | Valerie Ahern & Christian McLaughlin      | 26 de outubro de 2012 9 de maio de 2013 22 de março de 2013        | 201                | 2.7                    |
| Os lagartos da Sra. Kipling trazem um monte de caos na casa dos Ross. Ravi mal tem tempo de colocar o sono em dia e ele fica constantemente cansado. Ele contrata Zuri como á babá dos lagartos, a fim de descansar um pouco. Enquanto isso, Jessie e Tony saem em um encontro que o Policial Petey acaba estragando, para o desgosto de Tony. Mais tarde, Jessie se junta a uma classe de improvisação de comédia ao lado de Petey. Tony está com ciúmes porque ela está gastando muito tempo com ele, então ele pede para Emma ajudá-lo a descobrir se Jessie está traindo ele ou não. Estrelas convidadas: Chris Galya como Tony |       |                                                                                           |                  |                                           |                                                                    |                    |                        |
| 29 | 3     | "Faça Novos Amigos, Mas Esconda o Coala (BR) Make New Friends, but Hide the Old"          | Phill Lewis      | Sally Lapiduss & Erin Dunlap              | 2 de novembro de 2012 2 de maio de 2013 12 de abril de 2013        | 203                | 3.2                    |
| As aulas começam, e Emma conhece uma nova garota chamada Rosie e as duas fazem um trabalho juntas, mas Rosie acaba pregando uma peça em Emma durante o trabalho. Emma vai embora chateada, e Rosie vai atrás dela e diz que só pregou aquela peça nela por que achava que ela era uma menina rica e patricinha. Mas as duas logo se tornam melhores amigas quando elas percebem que têm mais em comum do que pensavam. Enquanto isso, Jessie acidentalmente coloca Kenny Koala na mochila de Luke, envergonhando ele na frente de todas as crianças, mas Ravi diz que Kenny é seu, e todos começam á zombar dele. Além disso, Jessie briga com Zuri depois que ela repetidamente se recusa a fazer o dever de casa. Estrelas convidadas: Kelly Gould como Rosie |       |                                                                                           |                  |                                           |                                                                    |                    |                        |
| 30 | 4     | "101 Lagartos (BR) 101 Lizards"                                                           | Bob Koherr       | Sally Lapiduss & Erin Dunlap              | 9 de novembro de 2012 16 de maio de 2013 26 de abril de 2013       | 205                | 3.0                    |
| Quando Ravi percebe que ele não pode cuidar da Sra. Kipling e dos 12 lagartos bebês, ele decide que quer encontrar bons pais para adotarem os lagartos. Depois de uma série de mal-entendidos, Jessie e as crianças estão convencidos de que a Sra. Chesterfield contratou alguém para adotar os lagartos para que ela possa transformá-los em bolsas e cintos. Estrelas convidadas: Laura Spencer como Cassandra, Carolyn Hennesy como Sra. Chesterfield |       |                                                                                           |                  |                                           |                                                                    |                    |                        |
| 31 | 5     | "Um Desastre Fashion (BR) Trashin' Fashion"                                               | Phill Lewis      | Valerie Ahern & Christian McLaughlin      | 30 de novembro de 2012 23 de maio de 2013 5 de maio de 2013        | 204                | 2.6                    |
| O episódio começa com Emma apresentando seu blog anônimo chamado "Gatinha da Moda", onde ela sempre fala sobre moda, sem que ninguém saiba que ela é Emma: filha de Christina e Morgan Ross. Emma também está animada por que sua mãe está planejando um desfile de moda para apresentar sua nova linha de moda teen. Emma também vai apresentar o "Gatinha da Moda" no desfile de sua mãe porém os desenhos são horríveis e as roupas piores ainda, então Emma tem que falar mal do desfile, mas não tem coragem pois sua mãe é a estilista. Enquanto isso, Jessie é a assistente de Christina, mas sempre acaba fazendo alguma coisa errada ou se machucando. Além disso, Ravi e Luke são alguns dos modelos de Christina durante o desfile. E Zuri aprende a andar de bicicleta. Estrelas convidadas: |       |                                                                                           |                  |                                           |                                                                    |                    |                        |
| 32 | 6     | "Austin & Jessie & Ally: Festa de Ano Novo (BR) Austin & Jessie & Ally All Star New Year" | Bob Koherr       | Wayne Conley, Mike Montesano, & Ted Zizik | 7 de dezembro de 2012 30 de dezembro de 2012 30 de agosto de 2013  | 207                | 4.8                    |
| Jessie e as crianças Ross vão à Miami para Jessie cantar a canção que Zuri escreveu, mas Austin, Ally e Zuri não sabem que Jessie está mentindo em dizer que foi ela que escreveu a música. Enquanto isso, Emma tem algumas ideias para proteger Austin de suas fãs. Enquanto Ravi fica com ciúmes ao ver que a Sra. Kipling está passando mais tempo com Dez do que com ele. Estrelas convidadas: Kelly Gould como Rosie, Christina Moore como Christina Ross |       |                                                                                           |                  |                                           |                                                                    |                    |                        |
| 33 | 7     | "O Problema com Tessie (BR) The Trouble with Tessie" "The Trouble with Tessie"            | Bob Koherr       | David J. Booth & Eric Schaar              | 11 de janeiro de 2013 26 de maio de 2013 3 de maio de 2013         | 206                | 3.3                    |
| Jessie está preocupada que Tony está planejando propor ela em casamento, depois que ele a convida para uma noite especial para conhecer seus pais, ela então leva Zuri e seu novo amigo Stuart para o jantar para que Tony não á peça em casamento. Tony também coloca um aplicativo de rastreamento no telefone de Jessie e faz uma camiseta chamada "Tessie" (Tony e Jessie > Tessie). Enquanto isso, Stuart desenvolve uma paixão por Zuri e ela não gosta dele. Estrelas convidadas: Chris Galya como Tony, JJ Totah como Stuart |       |                                                                                           |                  |                                           |                                                                    |                    |                        |
| 34 | 8     | "Diga Sim ao Vestido Desarrumado (BR) Say Yes to the Messy Dress"                         | Kevin Chamberlin | Adam Lapidus                              | 18 de janeiro de 2013 30 de maio de 2013 17 de maio de 2013        | 208                | 3.1                    |
| As crianças conhecem Chris Bosh, o jogador de basquete favorito de Luke no parque. Chris está decidido em se declarar para sua namorada durante o jogo, mas Luke rouba suas meias da sorte e Chris está completamente perdido. Enquanto isso, um famoso designer de moda envia a Emma um vestido para ela divulgar em seu blog de moda. Mas as coisas se complicam quando Jessie, acidentalmente danifica o vestido. Estrelas convidadas: Chris Bosh |       |                                                                                           |                  |                                           |                                                                    |                    |                        |
| 35 | 9     | "A Praga da Professora da Zuri (BR) Teacher's Pest"                                       | Shannon Flynn    | Erin Dunlap & Sally Lapiduss              | 1 de fevereiro de 2013 1 de agosto de 2013 6 de julho de 2013      | 210                | 3.8                    |
| Zuri está frustrada com sua professora mesquinha e esnobe, então, Jessie vira voluntária da classe de Zuri e descobre que a professora de Zuri só é mesquinha por que não tem amigos. Enquanto isso, Ravi e a Sra. Kipling brigam, e cabe a Luke, Emma e Bertram salvarem a amizade dos dois. Estrelas convidadas: Cheri Oteri como Sra. Folkemburg |       |                                                                                           |                  |                                           |                                                                    |                    |                        |
| 36–37 | 10–11 | "A Grande Chance de Jessie (BR) Jessie's Big Break"                                       | Bob Koherr       | Adam Lapidus                              | 15 de fevereiro de 2013 23 de junho de 2013 31 de dezembro de 2013 | 216-217            | 3.9                    |
| Jessie tem a grande chance de ser a dublê de uma grande atriz famosa, Shaylee Michaels. Jessie e Shaylee se tornam amigas rapidamente. No entanto, quando o namorado de Shaylee começa á dar em cima de Jessie, um grande problema surge. Enquanto isso, Emma e Ravi ajudam Zuri a esconderem Zeebee, a zebra de estimação da família. No entanto, uma zeladora do zoológico, leva Zeebee embora, e também leva a Sra. Kipling embora, pois a família não tem os documentos necessários do lagarto. Enquanto isso, Jessie vê McD, o namorado de Shaylee dando em cima de outra garota, Jessie diz que vai falar tudo para Shaylee, e quando Shaylee chega, McD diz que Jessie está dando em cima dele, e então Shaylee demite Jessie. E agora Luke e Jessie tentam mostrar a Shaylee que tudo é culpa de McD. Além disso, Emma, Ravi, Zuri e Bertram tentam recuperar a Sra. Kipling no zoológico, e acabam conseguindo. No final, Shaylee descobre que McD é um traidor e o demite, e pede desculpas á Jessie, e as duas voltam a ser amigas. Estrelas convidadas: Maia Mitchell como Shaylee Michaels, John DeLuca como McD |       |                                                                                           |                  |                                           |                                                                    |                    |                        |
| 38 | 12    | "A Feirinha da Escola (BR) Pain in the Rear Window"                                       | Bob Koherr       | Adam Lapidus                              | 1 de março de 2013 8 de agosto de 2013 2 de agosto de 2013         | 209                | 3.2                    |
| Depois que Luke fere sua perna em uma dança, ele deve ficar em casa de repouso e perder a feira do parque. Como ele está de cadeiras de rodas, ele fica no terraço da cobertura e nota uma pessoa suspeita vestida de preto na feira. Preocupado, Luke pede a ajuda de Emma para descobrir quem é a pessoa sombria. Eles pensam que é Agatha, a inimiga de Jessie, mas na verdade, é Bertram. Enquanto isso, Jessie está confusa sobre por que as pessoas continuam ganhando em sua cabine. |       |                                                                                           |                  |                                           |                                                                    |                    |                        |
| 39 | 13    | "A Boneca da Jessie (BR) Toy Con"                                                         | Bob Koherr       | Michele McGee & Rick Williams             | 8 de março de 2013 15 de agosto de 2013 30 de agosto de 2013       | 212                | 3.6                    |
| Zuri deve encontrar uma maneira de pegar uma boneca querida de volta que Jessie deu para ela, e ela deu para um colecionador de brinquedos, e em troca, ele lhe deu um coelho de brinquedo. Enquanto isso, Luke e Emma trabalham juntos para ensinar Bertram á dançar salsa para que ele possa competir em um concurso de dança para conquistar o coração de sua amada. Estrelas convidadas: Stephanie Beatriz como Salma Espinoza |       |                                                                                           |                  |                                           |                                                                    |                    |                        |
| 40 | 14    | "Ser ou Não Ser (BR) To Be Me or Not to Be Me"                                            | Bob Koherr       | Pamela Eells O'Connell                    | 5 de abril de 2013 9 de junho de 2013 11 de outubro de 2013        | 211                | 3.7                    |
| Uma embalagem chega para Ravi com um sino dentro. O sino é dito ter poderes mágicos. Quando Jessie e Zuri seguram o sino, isso faz com que elas troquem de corpos. Então, Emma e Luke também trocam de corpos, e, Ravi e Bertram acabam trocando de corpos também. A mudança de corpos resulta em muitos problemas. O problema de Emma e Luke, é suas diferentes personalidades. Luke (no corpo de Emma) age de forma muito grosseira e extremamente infantil. Emma (no corpo de Luke), age extremamente como uma grande menina feminina. Quando Ravi e Bertram trocam de corpos, Ravi fica assustado, e Bertram é obcecado por ter o cabelo e está assustando Ravi. Durante este episódio, Zuri (no corpo de Jessie) age muito infantil e pouco responsável. Jessie (no corpo de Zuri) tem dificuldade em falar com Zuri. Além disso, Jessie tem sua primeira grande chance como uma atriz em uma peça no Central Park. No final, todo mundo volta ao normal, e eles destroem o sino. Em seguida, é revelado que era tudo imaginação da Sra. Kipling. Estrelas convidadas: Robert Picardo como Cyril Lipton                  |       |                                                                                           |                  |                                           |                                                                    |                    |                        |
| 41 | 15    | "O Nosso Aniversário de Namoro (BR) Why do Fools Fall in Love?"                           | Rich Correll     | Mike Montesano & Ted Zizik                | 19 de abril de 2013 22 de agosto de 2013 13 de setembro de 2013    | 214                | 2.9                    |
| O primeiro aniversário de namoro de Jessie e Tony está chegando e Jessie quer escrever uma música para ele, em que ela expressa o quanto ele significa para ela. Mas quando ela acha que ele esqueceu do aniversário dos dois, ela escreve uma música com raiva que se refere a Tony, e Emma grava um vídeo de Jessie cantando sua música com raiva e posta em seu blog. E Jessie acaba virando um grande sucesso, mas Jessie descobre que na verdade, ela errou a data do aniversário, e agora que sua música virou um sucesso, como ela vai dizer tudo á Tony? Enquanto isso, Ravi têm notas baixas em educação física. Portanto, Luke, que é muito bom em esportes, deixa Ravi vencer em uma competição de esgrima. Ravi, então, acha que ele é o melhor do que todo mundo. |       |                                                                                           |                  |                                           |                                                                    |                    |                        |
| 42 | 16    | "A Emma Não Quer Ser Evitada (BR) Kids Don't Wanna Be Shunned"                            | Rich Correll     | Erin Dunlap & Sally Lapiduss              | 26 de abril de 2013 22 de agosto de 2013 5 de julho de 2013        | 215                | 2.8                    |
| Emma está chateada quando suas amigas preferem ficar com Bryn, uma garota rica na escola. Luke escolhe fazer seu trabalho multicultural sobre a Índia e ele engana Ravi, que acaba fazendo todo o projeto de Luke. Todas as amigas Emma estão ocupadas, então, Jessie leva Emma ao cinema e elas encontram Bryn e as amigas de Emma no cinema também. Bryn começa á provocar Emma. Jessie finalmente coloca um ponto final na situação, de um jeito bem maluco. Estrelas convidadas: Kelly Gould como Rosie, Katherine McNamara como Bryn |       |                                                                                           |                  |                                           |                                                                    |                    |                        |
| 43 | 17    | "Ganhe ou Ganhe no Xadrez Zuri (BR) All the Knight Moves"                                 | Shannon Flynn    | Ted Zizik & Mike Montesano                | 3 de maio de 2013 29 de agosto de 2013 5 de julho de 2013          | 219                | 3.1                    |
| Depois que Jessie e Ravi descobrem que Zuri é um prodígio do xadrez, Jessie coloca Zuri em uma competição de xadrez, onde ela pode ganhar duas passagens para uma viagem a Paris. Enquanto isso, enquanto assistia a um programa sobre crimes não resolvidos, Luke e Emma começam a acreditar que Bertram é o "Bandido Mergulhador" e tentam provar isso - no entanto, Bertram descobre e os obriga a ser seus assistentes em um de seus crimes. Além disso, na competição de xadrez, Zuri está vencendo, mas quando ela descobre que seu adversário quer ganhar a competição para ir visitar sua família em Paris para fazer as pazes, ela o deixa ganhar, e Jessie fica muito orgulhosa de Zuri, e Luke e Emma descobrem que Bertram não é realmente o "Bandido Mergulhador" - ele estava apenas fingindo para eles acreditassem que ele era um bandido, mas quando eles estão assistindo ao programa novamente, eles começam a acreditar que Jessie é uma bandida também. |       |                                                                                           |                  |                                           |                                                                    |                    |                        |
| 44 | 18    | "As Escoteiras (BR) We Don't Need No Stinkin' Badges"                                     | Shannon Flynn    | Pamela Eells O'Connell                    | 7 de junho de 2013 7 de novembro de 2013 20 de novembro de 2013    | 223                | 3.8                    |
| Jessie tenta ajudar Zuri a conseguir emblemas no acampamento das escoteiras, enquanto Luke tenta convencer Ravi de que a mentira é o melhor caminho para sair de problemas. Estrelas convidadas: Marlowe Peyton como Madge, Oliver Muirhead como Nigel Pettigrew, Lauren Pritchard como Treinador Penny |       |                                                                                           |                  |                                           |                                                                    |                    |                        |
| 45 | 19    | "Coelho em Apuros (BR) Somebunny's in Trouble"                                            | Amanda Bearse    | Pamela Eells O' Connell                   | 21 de junho de 2013 7 de novembro de 2013 27 de setembro de 2013   | 221                | 3.0                    |
| Emma se apaixona por um garoto que é atleta, e tenta aprender o jogo com Luke. Enquanto isso, Jessie perde a coelha de estimação da escola que Zuri trouxe para casa, mas no final, é revelado que ele teve bebês. Estrelas convidadas: Jack Griffo como Brett Summers |       |                                                                                           |                  |                                           |                                                                    |                    |                        |
| 46 | 20    | "O Soco de Amor (BR) Punch Dumped Love"                                                   | Bob Koherr       | Leigha Barr & Pete Szillagyl              | 28 de junho de 2013 16 de novembro de 2013 30 de novembro de 2013  | 213                | 3.7                    |
| Emma não quer ir ao baile da escola, pois acha que a ex-namorada da sua nova paixão vai constrangê-la. No baile, o próprio Adam Sandler dá conselhos a Luke sobre relacionamentos. Enquanto isso, Ravi e Zuri montam uma armadilha para capturar um ladrão. No final, Jessie conforta Luke e acaba dançando com ele no baile da escola. Estrelas convidadas: Adam Sandler |       |                                                                                           |                  |                                           |                                                                    |                    |                        |
| 47 | 21    | "O Abandono de Kenny O Coala (BR) Quitting Cold Koala"                                    | Amanda Bearse    | Valerie Ahern & Christian McLaughlin      | 5 de julho de 2013 31 de agosto de 2013 11 de dezembro de 2013     | 218                | 2.2                    |
| Jessie aconselha Luke que já é hora dele se livrar de seu coala de pelúcia, Kenny. Luke consegue passar uma noite sem ele, mas Jessie acaba derrubando ele do terraço e o coala perde a cabeça e a perna. Stuart e Ravi conseguem consertar Kenny. Nota: Este episódio deveria ser mostrado em 17 de maio de 2013, mas foi substituído com uma repetição . No entanto, ele apareceu em Watch Disney Channel,a pedido, e no site oficial . Ele foi removido para reavaliar as restrições de glúten na dieta do personagem. |       |                                                                                           |                  |                                           |                                                                    |                    |                        |
| 48 | 22    | "O Quarto do Pânico (BR) Panic Attack Room"                                               | Rich Correll     | Eric Schaar & David J. Booth              | 5 de julho de 2013 14 de novembro de 2013 12 de dezembro de 2013   | 224                | 2.9                    |
| Stuart quer ter algum tempo a sós com Zuri, ele pensa que o quarto do pânico seria o melhor lugar, mas eles acabam ficando presos lá junto com Ravi e Luke. Enquanto isso, Bertram e Emma ajudam Jessie com uma próxima audição. Estrelas convidadas: JJ Totah como Stuart Wooten |       |                                                                                           |                  |                                           |                                                                    |                    |                        |
| 49 | 23    | "A Mamãe do Bertram (BR) Throw Mamma from the Terrace"                                    | Rich Correll     | David J. Booth & Eric Schaar              | 12 de julho de 2013 14 de novembro de 2013 16 de dezembro de 2013  | 222                | 2.9                    |
| Jessie convida a mãe de Bertram para o aniversário dele, mas ela sempre rouba a cena. Ravi e Luke ficam juntos num trabalho científico. Estrelas convidadas: Lainie Kazan como Wanda Winkle |       |                                                                                           |                  |                                           |                                                                    |                    |                        |
| 50 | 24    | "O Jessieminador do Futuro (BR) The Jessie-nator: Grudgement Day"                         | Rich Correll     | Eric Schaar & David J. Booth              | 26 de julho de 2013 11 de agosto de 2013 10 de dezembro de 2013    | 220                | 3.5                    |
| A Jessie do futuro adverte á Jessie do presente, que exatamente 60 anos mais tarde, no ano de 2072, Ravi inventa vários Bertram-bots que dominam o mundo. Enquanto isso, Luke acusa Zuri de roubar seus objetos de valor. Zuri afirma que ela só tomou o seu relógio, mas Luke também acredita que ela roubou seu brinquedo. Além disso, os quatro filhos Ross exploram o seu futuro com um choque intenso. Emma fica furiosa quando ela percebe que ela não é famosa. Enquanto Jessie luta com Bertram-bots para sobreviver, Luke e Zuri pedem desculpas um ao outro sobre os seus maus-entendidos. No final, é revelado que Ravi estava apenas advertindo á Luke sobre uma brincadeira envolvendo uma tinta roxa, como ele narrou toda esta história melodramática, a fim de assustá-lo. |       |                                                                                           |                  |                                           |                                                                    |                    |                        |
| 51 | 25    | "O Diário e Uma Jornalista Louca (BR) Diary of a Mad Newswoman"                           | Rich Corell      | Adam Lapidus                              | 9 de agosto de 2013 21 de novembro de 2013 17 de dezembro de 2013  | 226                | 3.5                    |
| As coisas se tornam intensas quando Brynne vira a co-âncora de Emma na escola. Enquanto isso, quando Jessie descobre Zuri está á bisbilhotando através de seu diário, ela ensina Zuri uma lição. |       |                                                                                           |                  |                                           |                                                                    |                    |                        |
| 52 | 26    | "Separar e Juntar (BR) Break-Up and Shape-Up"                                             | Rich Correll     | Sally Lapiduss                            | 23 de agosto de 2013 21 de novembro de 2013 23 de dezembro de 2013 | 225                | 3.5                    |
| A relação de Jessie e Tony fica tensa quando a ex-namorada de Tony, Victoria, chega ao prédio para ser treinada por ele como nova porteira. Ted, o ex-namorado de Jessie, volta para reconquistá-la. Enquanto isso, Luke e Ravi tentam sabotar os planos uns dos outros sobre como aliviar o nível de estresse de Bertram. Infelizmente, isso leva Bertram a pensar que os irmãos Ross realmente não se preocupam com ele. Estrelas convidadas: Spencer Boldman como Ted, Lulu Antariksa como Victoria "Vic" |       |                                                                                           |                  |                                           |                                                                    |                    |                        |
| 53–54 | 27–28 | "G.I. Jessie (BR) G.I. Jessie"                                                            | Rich Correll     | Pamela Eells O'Connell                    | 13 de setembro de 2013 28 de novembro de 2013 10 de março de 2014  | 227-228            | 4.8                    |
| Jessie e as crianças vão ao Texas para visitar o pai de Jessie. Chegando lá, Jessie descobre que seu pai vai se casar com a mãe de sua inimiga, Darla, e isso a leva a um conflito familiar. Enquanto isso, Luke, Zuri e Ravi aprontam todas no quartel general, levando Jessie a desistir de cuidar das crianças. Enquanto Emma se relaciona com o irmão de Darla, Caleb. E também, Bertram conhece a cozinheira do quartel, a cabo Biscoitinho. Estrelas convidadas: Molly Shannon como Col. Beverly Shannon, Kate Flannery como Corporal Cookie, Molly Burnett como Darla, James Patrick Stuart como Lt. Colonel John Wayne "J.W." Prescott e Dylan Boyack como Calen |       |                                                                                           |                  |                                           |                                                                    |                    |                        |

### 3ª Temporada (2013-14)
| # | #     | Título | Dirigido por             | Escrito por                                                       | Estreias                                                                | Código de Prod. | Audiência (em milhões) |
| --- | ----- | --- | ------------------------ | ----------------------------------------------------------------- | ----------------------------------------------------------------------- | --------------- | ---------------------- |
| 55 | 1     | "Os Fantasmas da Cobertura (BR)" Ghost Bummers"                                                                       | Rich Correll             | David J. Booth & Eric Schaar                                      | 5 de outubro de 2013 16 de outubro de 2014 20 de outubro de 2014        | 301             | 3.1                    |
| Um espírito maligno toma conta do corpo de Emma e Luke e eles acabam possuindo o corpo da Chesterfield,que tenta acabar com o planeta.Agora só cabe à Jessie ,Ravi e Zuri para salvá-los . |       | |                          |                                                                   |                                                                         |                 |                        |
| 56 | 2     | "Com a Mão na Tinta (BR)" Caught Purple Hands"                                                                        | Rich Correll             | Mike Montesano & Ted Zizik                                        | 11 de outubro de 2013 2 de janeiro de 2014 10 de janeiro de 2014        | 302             | 2.8                    |
| Jessie consegue empresario e também consegue um emprego onde ela tem que usar as duas mãos mas Luke, Zuri e Ravi pintam uma das mãos delas de roxo .                                       |       | |                          |                                                                   |                                                                         |                 |                        |
| 57 | 3     | "Substituta e Sub Receitas (BR)" Understudied and Overdone"                                                           | Joel Zwick               | Sally Lapiduss & Erin Dunlap                                      | 18 de outubro de 2013 9 de janeiro de 2014 17 de janeiro de 2014        | 303             | 2.8                    |
| 58 | 4     | "O Encontro as Escuras (BR)" The Blind Date, the Cheapskate and the Primate"                                          | Rich Correll             | David J. Booth & Eric Schaar                                      | 1 de novembro de 2013 16 de janeiro de 2014 31 de janeiro de 2014       | 305             | 3.1                    |
| 59 | 5     | "E Aí, Mãe? (BR)" Lizard Scales and Wrestling Tales"                                                                  | Rich Correll             | Mike Montesano & Ted Zizik                                        | 15 de novembro de 2013 23 de janeiro de 2014 7 de fevereiro de 2014     | 304             | 2.8                    |
| 60 | 6     | "O Reality Show (BR)" The Ross Get Real"                                                                              | Shannon Flynn            | Adam Lapidus                                                      | 22 de novembro de 2013 30 de janeiro de 2014 28 de fevereiro de 2014    | 307             | 2.8                    |
| 61 | 7     | "Boa Sorte Jessie: Natal em Nova York (BR)" Good Luck Jessie: NYC Christmas"                                          | Phill Lewis Rich Correll | Bo Belanger & Jonah Kuehner Valerie Ahern & Christian McLaughlin  | 29 de novembro de 2013 8 e 31 de dezembro de 2013 5 de dezembro de 2014 | 306             | 5.7                    |
| 62 | 8     | "Dançando e Se Apaixonando (BR)" Krumping and Crushing"                                                               | Bob Koherr               | Valerie Ahern & Christian McLaughlin                              | 10 de janeiro de 2014 19 de abril de 2014 21 de março de 2014           | 309             | 2.7                    |
| 63 | 9     | "A Garota Nova (BR)" Hoedown Showdown"                                                                                | Lauren Breiting          | Pamela Eells O'Connell                                            | 21 de fevereiro de 2014 20 de abril de 2014 25 de abril de 2014         | 308             | 2.5                    |
| 64 | 10    | "Ataque dos Lanches (BR)" Snack Attack"                                                                               | Maxine Lapiduss          | Sally Lapiduss & Erin Dunlap                                      | 7 de março de 2014 27 de abril de 2014 11 de abril de 2014              | 310             | 2.0                    |
| Zuri,Ber tram e Jessie ficam nas mãos de Wendy,uma menina mimada sem a atenção do pai.Enquanto isso,Emma trabalha pela primeira vez e Ravi e Luke abrem uma barraca de comidas nutritivas. |       | |                          |                                                                   |                                                                         |                 |                        |
| 65 | 11    | "Connie Sinistra 3: O Retorno (BR)" Creepy Connie 3: The Creepening"                                                  | Joel Zwick               | David J. Booth & Eric Schaar                                      | 11 de abril de 2014 31 de maio de 2014 19 de setembro de 2014           | 311             | 2.8                    |
| 66 | 12    | "Atuando com a Amiga da Onça (BR)" Acting with the Frenemy"                                                           | Sean Lambert             | Mike Montesano & Ted Zizik                                        | 27 de abril de 2014 11 de maio de 2014 11 de julho de 2014              | 312             | 2.3                    |
| 67 | 13    | "Da Casa Branca Para Nossa Casa (BR)" From the White House to Our House"                                              | Rich Correll             | Pamela Eells O'Connell                                            | 16 de maio de 2014 14 de julho de 2014 12 de setembro de 2014           | 319             | 2.3                    |
| 68 | 14    | "Ajuda Indesejada (BR)" Help Not Wanted"                                                                              | Steve Hoefer             | Sally Lapiduss & Erin Dunlap                                      | 13 de junho de 2014 15 de julho de 2014 25 de julho de 2014             | 313             | 2.4                    |
| 69 | 15    | "Onde Está a Zuri? (BR)" Where's Zuri?"                                                                               | Rich Correll             | Mike Montesano & Ted Zizik                                        | 20 de junho de 2014 16 de julho de 2014                                 | 317             | 2.4                    |
| 70 | 16    | "Manhã Agitada (BR)" Morning Rush"                                                                                    | Kevin Chamberlin         | Valerie Ahern & Christian McLaughlin                              | 27 de junho de 2014 17 de julho de 2014 22 de agosto de 2014            | 314             | 3.3                    |
| 71 | 17    | "Luz, Câmera, Distração! (BR)" Lights, Camera, Distraction!"                                                          | Lauren Breiting          | Adam Lapidus                                                      | 11 de julho de 2014 18 de julho de 2014 5 de setembro de 2014           | 315             | 2.5                    |
| 72 | 18    | "Pelo Espaço a Fora (BR)" Spaced Out"                                                                                 | Rich Corell              | Adam Lapidus                                                      | 25 de julho de 2014 31 de agosto de 2014 21 de novembro de 2014         | 318             | 2.5                    |
| 73 | 19    | "Patinho Mentiroso (BR)" The Telltale Duck"                                                                           | Leigh-Allyn Baker        | Pamela Eells O'Connell                                            | 8 de agosto de 2014 1 de novembro de 2014 3 de outubro de 2014          | 316             | 2.4                    |
| 74 | 20    | "Cafeteira Falante (BR)" Coffee Talk"                                                                                 | Debby Ryan               | Jessica Lopez                                                     | 22 de agosto de 2014 1 de novembro de 2014 28 de novembro de 2014       | 327             | 2.1                    |
| 75 | 21    | "A Pior Sogra de Todas (BR)" Between the Swoon and New York City"                                                     | Jon Rosenbaum            | Erin Dunlap & Sally Lapiduss                                      | 19 de setembro de 2014 8 de novembro de 2014 20 de janeiro de 2015      | 323             | 1.7                    |
| 76 | 22    | "Sem Dinheiro, Com Problemas (Parte 1) (BR)" No Money, Mo' Problems (Part 1)"                                         | Victor Gonzalez          | Adam Lapidus                                                      | 26 de setembro de 2014 8 de novembro de 2014 21 de janeiro de 2015      | 324             | 2.0                    |
| 77 | 23    | "A Noiva do Frankenstein (Parte 2) (BR)" The Runaway Bride of Frankenstein (Part 2)"                                  | Bob Koherr               | Vanessa Mancos                                                    | 2 de outubro de 2014 9 de novembro de 2014 22 de janeiro de 2015        | 325             | 2.2                    |
| 78 | 24    | "O Casamento de Jessie (BR)" There Goes the Bride"                                                                    | Bob Koherr               | Pamela Eells O'Connell                                            | 10 de outubro de 2014 9 de novembro de 2014 23 de janeiro de 2015       | 326             | 2.7                    |
| 79 | 25    | "O Passeio da Fortuna (BR)" Ride to Riches"                                                                           | Bob Koherr               | Leigha Barr & Pete Szillagyl                                      | 21 de novembro de 2014 13 de dezembro de 2014 19 de janeiro de 2015     | 320             | 1.9                    |
| 80–81 | 26–27 | "A Grande Chance de Jessie: Jessie Aloha Ferias Com Parker E Joey (BR)" Jessie's Aloha-holidays with Parker and Joey" | Shannon Flynn            | Valerie Ahern & Christian McLaughlin David J. Booth & Eric Schaar | 28 de novembro de 2014 21 de dezembro de 2014 26 de dezembro de 2014    | 321-322         | 3.5                    |

### 4ª Temporada (2015)
- Esta é a temporada mais curta de Jessie.
- Esta é a última temporada de Jessie.

| #   | #  | Título                                                                                                   | Dirigido por     | Escrito por                          | Estreias                                                           | Código de produção | Audiência (em milhões) |
| --- | -- | --- | ---------------- | ------------------------------------ | ------------------------------------------------------------------ | ------------------ | ---------------------- |
| 82  | 1  | "Rencontrando O Brooks... Na África (BR) Mas África É Tão... Fora! (PT)" "But Africa Is So… Fari"        | Rich Correll     | Eric Schaar                          | 9 de janeiro de 2015 4 de abril de 2015 10 de abril de 2015        | 402                | 2.4                    |
| 83  | 2  | "O Que Faz Aqui, Darla? (BR) Uma Barba Difícil (PT)" "A Close Shave"                                     | Shannon Flynn    | Valerie Ahern Christian McLaughlin   | 16 de janeiro de 2015 8 de abril de 2015 17 de abril de 2015       | 401                | 2.3                    |
| 84  | 3  | "Quatro Crianças Pobres (BR) Quatro Miúdos Falidos (PT)" "Four Broke Kids"                               | Kevin Chamberlin | Pamela Eells O'Connell               | 6 de fevereiro de 2015 11 de abril de 2015 12 de junho de 2015     | 410                | 2.1                    |
| 85  | 4  | "Chá & Estudos (BR) Moby e Scoby (PT)" "Moby and SCOBY"                                                  | Bob Koherr       | Pamela Eells O'Connell               | 20 de fevereiro de 2015 18 de abril de 2015 1 de maio de 2015      | 404                | 2.1                    |
| 86  | 5  | "A Adolescência da Emma (BR) Crise Karastrófica (PT)" "Karate Kid-tastrophe"                             | Bob Koherr       | Adam Lapidus                         | 27 de março de 2015 25 de abril de 2015 29 de maio de 2015         | 403                | 1.9                    |
| 87  | 6  | "Cesta! (BR) Problemas de Cestos (PT)" "Basket Cases"                                                    | Rich Correll     | Adam Lapidus                         | 28 de março de 2015 24 de agosto de 2015 3 de julho de 2015        | 405                | 1.3                    |
| 88  | 7  | "Capture a Bandeira (BR) Capturar a Chata (PT)" "Capture the Nag"                                        | Rich Correll     | Mike Montesano Ted Zizik             | 7 de abril de 2015 25 de agosto de 2015 9 de outubro de 2015       | 409                | 1.8                    |
| 89  | 8  | "Amizade com Interesse (BR) Mas Que Ladra! (PT)" "What a Steal"                                          | Phill Lewis      | Valerie Ahern Christian McLaughlin   | 17 de abril de 2015 22 de agosto de 2015 29 de setembro de 2015    | 413                | 1.5                    |
| 90  | 9  | "Dirigindo Com a Miss Crazy (BR) Conduzindo Miss Louca (PT)" "Driving Miss Crazy"                        | Rich Correll     | Mike Montesano Ted Zizik             | 24 de abril de 2015 26 de agosto de 2015 25 de setembro de 2015    | 408                | 2.1                    |
| 91  | 10 | "Tchau, Tchau Bertie (BR) Adeus Bertie (PT)" "Bye Bye Bertie"                                            | Debby Ryan       | Sally Lapiduss Erin Dunlap           | 15 de maio de 2015 27 de agosto de 2015 25 de setembro de 2015     | 407                | 1.8                    |
| 92  | 11 | "Ross Em Alto Mar, Parte 1: Captura do Dia (BR) Ross em Mar Alto, Parte 1 (PT)" "Rossed at Sea, Part 1"  | Rich Correll     | Joshua Corey Brian Katz              | 5 de junho de 2015 14 de novembro de 2015 13 de novembro de 2015   | 414                | 2.1                    |
| 93  | 12 | "Ross Em Alto Mar, Parte 2: Terapia de Roma (BR) Ross em Mar Alto, Parte 2 (PT)" "Rossed at Sea, Part 2" | Rich Correll     | Mike Montesano Ted Zizik             | 6 de junho de 2015 14 de novembro de 2015 13 de novembro de 2015   | 415                | 1.9                    |
| 94  | 13 | "Ross Em Alto Mar, Parte 3: À deriva no Mar (BR) Ross em Mar Alto, Parte 3 (PT)" "Rossed at Sea, Part 3" | Rich Correll     | Joshua Corey Brian Kratz             | 7 de junho de 2015 14 de novembro de 2015 13 de novembro de 2015   | 416                | 2.3                    |
| 95  | 14 | "Só Dançando pra Resolver (BR) Dançar a Qualquer Custo (PT)" "Dance, Dance Resolution"                   | Debby Ryan       | Sally Lapiduss Erin Dunlap           | 10 de julho de 2015 26 de julho de 2015 28 de agosto de 2015       | 412                | 1.9                    |
| 96  | 15 | "Quem Roubou A Peruca (BR) O Mistério da Peruca (PT)" "Someone Has Tou-pay"                              | Rich Correll     | Valerie Ahern Christian McLaughlin   | 24 de julho de 2015 11 de outubro de 2015 16 de novembro de 2015   | 406                | 1.6                    |
| 97  | 16 | "Uso de Identidade (BR) Ladrões de Identidades (PT)" "Identity Thieves"                                  | Debby Ryan       | Monica Contreras Jess Pineda         | 11 de setembro de 2015 02 de janeiro de 2016 4 de dezembro de 2015 | 417                | 1.4                    |
| 98  | 17 | "Passeando e Cantando (BR) "Kaça" á Kipling (PT)" "Katch Kipling"                                        | Lauren Breiting  | Adam Lapidus                         | 18 de setembro de 2015 09 de janeiro de 2016 22 de janeiro de 2016 | 418                | 2.2                    |
| 99  | 18 | "O Fantasma De Abigail (BR) A Fantasma Que Pasma (PT)" ""O Fantasma De Abigail""                         | Rich Correll     | Sally Lapiduss Erin Dunlap           | 2 de outubro de 2015 27 de outubro de 2015 23 de outubro de 2015   | 411                | 2.0                    |
| 100 | 19 | "O Medo é das Estrelas (BR) O Medo das nossas Estrelas(PT)" "The Fear in Our Stars"                      | Bob Koherr       | Joshua Corey Brian Kratz Eric Schaar | 9 de outubro de 2015 16 de janeiro de 2016 18 de março de 2016     | 419                | 2.5                    |
| 101 | 20 | "Jessie Vai Para Hollywood(BR)" "Jessie Goes to Hollywood"                                               | Bob Koherr       | Pamela Eells O'Connell               | 16 de outubro de 2015 23 de janeiro de 2016 18 de março de 2016    | 420                | 2.4                    |